# Chu-yuan Lee
Dans ce nom chinois, le nom de famille, Lee, précède le nom personnel Chu-yuan.
Ne doit pas être confondu avec C. S. Lee.
Pour les articles homonymes, voir Lee.
Chu-yuan Lee (chinois simplifié : 李祖原 ; pinyin : Lǐ Zǔyuán), souvent désigné C.Y. Lee d'après les initiales de son prénom, né le 30 décembre 1938 dans la province du Guangdong, est un architecte taïwanais. Son œuvre la plus célèbre reste aujourd'hui le design de Taipei 101, plus haut gratte-ciel de son époque.

## Biographie
Il a obtenu sa licence bachelor d'ingénierie en architecture à l'université nationale Cheng Kung à Taïwan, puis son diplôme de maîtrise universitaire d'architecture aux États-Unis à l'université de Princeton.
Il a fondé en 1978, avec Chung-Ping Wang, l'entreprise C.Y.Lee & Partners Architects/Planners.
Son œuvre la plus célèbre reste aujourd'hui le design de Taipei 101, plus haut gratte-ciel de son époque.

## Réalisations majeures

### Taïwan
- 50 Chung Hsiao West Road, Taipei, 1980.
- Hung Kuo Building, Taipei, 1989.
- Chang-Gu World Trade Center, Kaohsiung, 1992, plus haut gratte-ciel de Taïwan jusqu'en 1993.
- Far Eastern Plaza, Taipei, 1994.
- Tuntex Sky Tower, Kaohsiung, 1997, plus haut gratte-ciel de Taïwan jusqu'en 2004.
- Grand Formosa, Taichung, Taiwan, 1998.
- Terminal 2 de l'Aéroport international Taiwan Taoyuan, Taoyuan, 2000.
- Temple bouddhiste Chung Tai, Nantou, Taiwan, 2001
- Chien-Cheng Circle, Taipei, 2003.
- Taipei 101, Taipei, 2004, plus haut gratte-ciel du monde jusqu'en 2009.
- Kingdom of Global View (en), Taipei, 2007
- Blue Ocean Residence, Taipei, 2010
- Farglory Financial Center, Taipei, 2013
- The Crystal Plaza (zh), Taipei, 2013
- Farglory Hsin-Chuan Housing, Nouveau Taipei, 2014
- Yuanxiong, Nouveau Taipei, 2015
- Grand Forever (en), Taichung, 2016
- Farglory 95rich, Taipei, 2017
- Caesar Park Hotel Banqiao (en), Nouveau Taipei, 2017

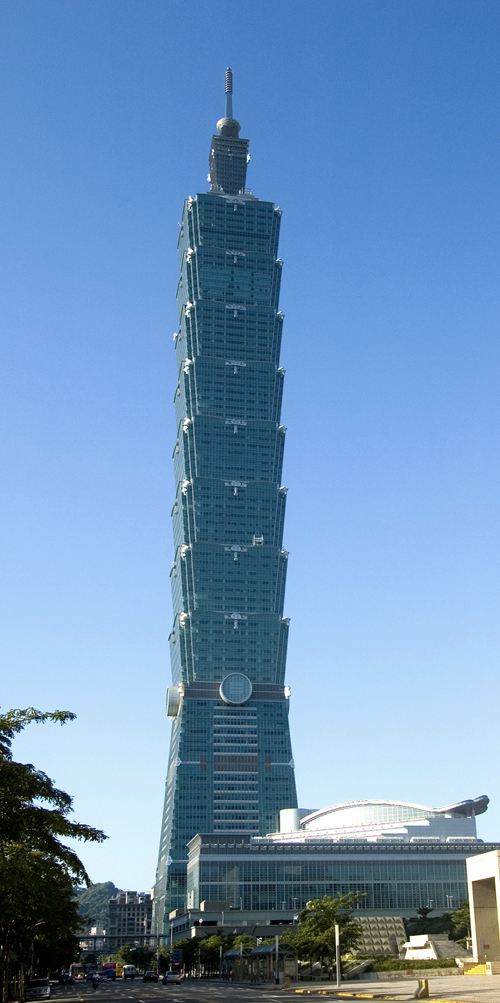
Taipei 101
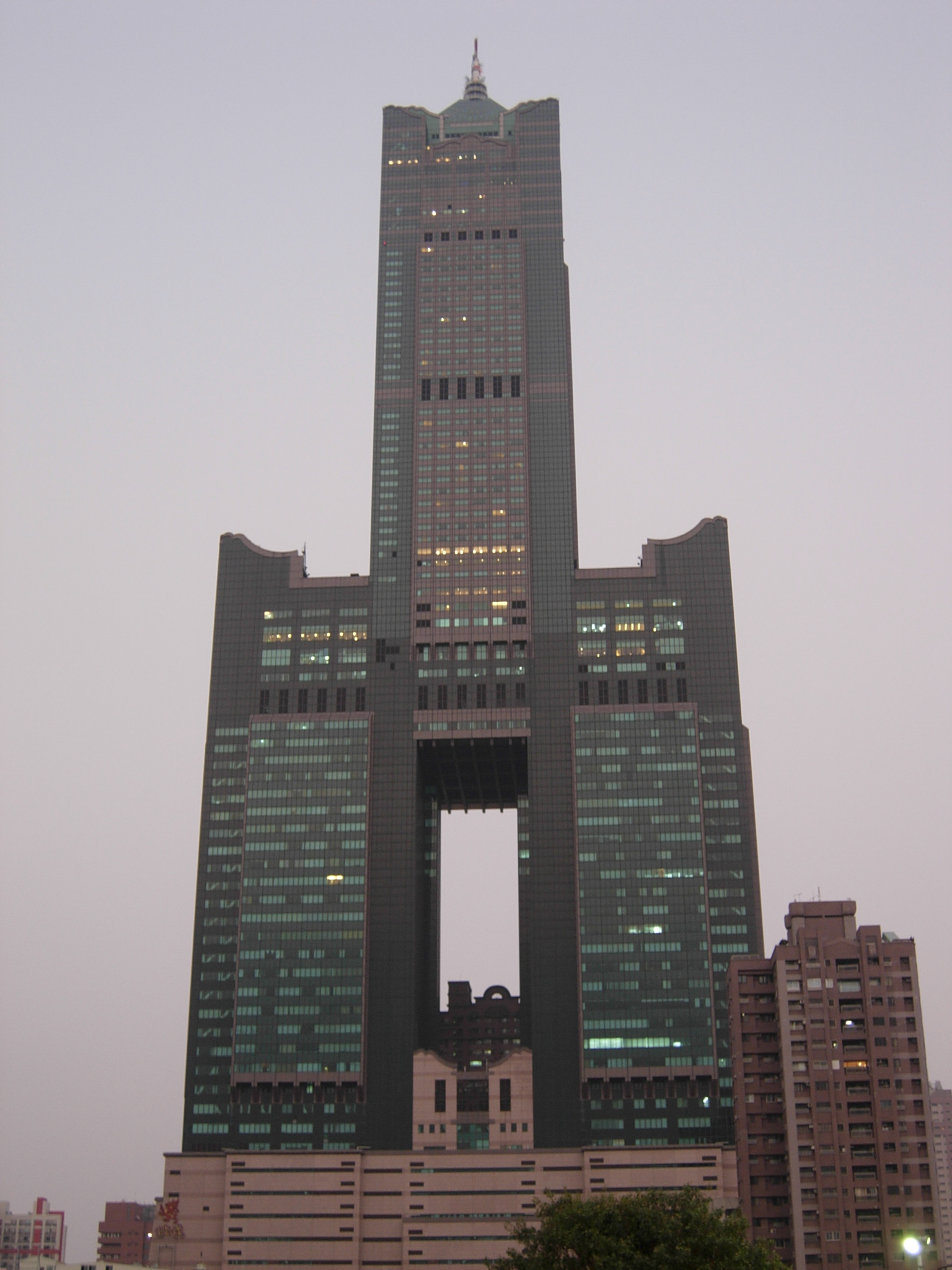
Tuntex Sky Tower

### Chine
- Post & Telecommunications Center, Tianjin, 1998.
- Yuda World Trade Center, Zhengzhou, 1999.
- Fangyuan Mansion, Shenyang, 2001.
- United Plaza, Shanghai, 2001
- Jinsha Plaza, Shenyang, 2001.
- Guangming Building, Shanghai, 2006
- Pangu 7 Star Hotel, Pékin, 2008.
- Hongdou International Plaza, Wuxi, 2009
- Farglory International Plaza, Qingdao, 2011
- Chongqing World Financial Center, Chongqing, 2015

### Autres pays
Outre ses nombreuses réalisations à Taïwan et en Chine, il a aussi à son actif quelques projets en Asie du Sud-Est (Philippines, Thaïlande, Viêt Nam).